# Olmazar
Olmazar (aussi Olmazor) est un des onze districts (tuman) de Tashkent, la capitale de l'Ouzbékistan.
La population d'Olmazar était de 305 400 habitants en 2010.